# 나주환
나주환(羅州煥, 1984년 6월 14일 ~ )은 전 KBO 리그 KIA 타이거즈의 내야수이다.

## 선수 시절

### 두산 베어스시절
서울 성동초, 휘문중, 북일고등학교 졸업 후 2차 2라운드 지명을 받아 2003년에 입단했다. 내야 전 포지션 모두 출장이 가능한 내야 유틸리티 자원이었다.

### SK 와이번스시절
2007년 4월 29일에 이대수를 상대로 트레이드됐다. 2010년 시즌 후 군 복무를 위해 경찰 야구단에 합격했으나 고관절 부상의 악화로 입단을 포기하고 공익근무요원으로 대체 복무했다. 2013년 2월에 소집 해제되며 복귀했다. 그 해 4월 21일 KIA전을 앞두고 1군에 복귀해 942일 만에 선발 출장했지만, 햄스트링 부상으로 인해 김성현과 교체된 뒤 곧바로 1군에서 말소되고 재활군으로 내려갔다. 이후에도 공백으로 인해 정상 컨디션을 찾지 못한 그는 2013년에 실책을 많이 저지르고 15경기에만 출장해 8푼대 타율에 그쳤다. 결국 9월 22일 1군에서 말소된 후 당시 감독이었던 이만수로부터 미국 교육 리그 참가를 지시받아 일찌감치 복귀 첫 시즌을 마무리했다.
정근우가 FA를 통해 한화 이글스로 이적하자, 2014년 시즌 전 김성현에게 유격수 자리를 넘긴 후, 2루수로 전향해 기대 이상의 활약을 보이며 주전 2루수로 자리잡았다.
2014년 11월 26일 FA 우선 협상에서 협상이 결렬돼 7년 만에 팀을 떠나려 했으나
계약을 원하는 팀이 없어 불리한 조건으로 재계약했다.
2017년 6월 14일, 한화전에서 이홍구가 부상을 당하고 포수 자원이 없는 상황에서 4427일만에 포수를 맡으며 승리를 이끌었다.

### KIA 타이거즈시절
2019년 11월에 무상 트레이드를 통해 이적했다.

## 야구선수 은퇴 후
은퇴 후 KIA 타이거즈의 2군 작전/주루코치로 활동한다.

## 별명
- 외모와 웃는 모습 때문에 '놀부'라고 불린다.

## 출신 학교
- 서울 성동초등학교 (월드리틀)
- 휘문중학교
- 북일고등학교

## 통산 기록
| 연도 | 팀명   | 타율  | 경기 | 타수 | 득점 | 안타 | 2루타 | 3루타 | 홈런 | 루타 | 타점 | 도루 | 도실 | 볼넷 | 사구 | 삼진 | 병살 | 실책 |
| ---- | ------ | ----- | ---- | ---- | ---- | ---- | ----- | ----- | ---- | ---- | ---- | ---- | ---- | ---- | ---- | ---- | ---- | ---- |
| 2003 | 두산   | 0.152 | 96   | 99   | 21   | 15   | 1     | 2     | 0    | 20   | 3    | 1    | 0    | 12   | 3    | 29   | 5    | 10   |
| 2004 | 두산   | 0.305 | 64   | 59   | 14   | 18   | 6     | 0     | 1    | 27   | 9    | 1    | 1    | 3    | 0    | 13   | 0    | 1    |
| 2005 | 두산   | 0.270 | 99   | 174  | 21   | 47   | 9     | 0     | 1    | 59   | 19   | 8    | 3    | 10   | 4    | 36   | 5    | 4    |
| 2006 | 두산   | 0.232 | 114  | 233  | 20   | 54   | 8     | 2     | 3    | 75   | 30   | 2    | 7    | 18   | 6    | 37   | 4    | 13   |
| 2007 | SK     | 0.243 | 117  | 284  | 30   | 69   | 13    | 2     | 2    | 92   | 27   | 3    | 4    | 22   | 4    | 42   | 6    | 15   |
| 2008 | SK     | 0.247 | 118  | 361  | 43   | 89   | 16    | 3     | 3    | 120  | 46   | 14   | 5    | 26   | 6    | 64   | 12   | 17   |
| 2009 | SK     | 0.288 | 118  | 382  | 60   | 110  | 13    | 0     | 15   | 168  | 65   | 21   | 9    | 41   | 7    | 74   | 8    | 15   |
| 2010 | SK     | 0.269 | 100  | 305  | 49   | 82   | 13    | 2     | 7    | 120  | 42   | 14   | 6    | 25   | 5    | 74   | 3    | 13   |
| 2013 | SK     | 0.087 | 15   | 23   | 0    | 2    | 0     | 0     | 0    | 2    | 0    | 0    | 0    | 0    | 0    | 8    | 0    | 3    |
| 2014 | SK     | 0.273 | 127  | 422  | 64   | 115  | 25    | 0     | 7    | 161  | 51   | 10   | 3    | 36   | 3    | 101  | 8    | 10   |
| 2015 | SK     | 0.268 | 96   | 246  | 31   | 66   | 15    | 0     | 5    | 96   | 22   | 3    | 5    | 12   | 2    | 47   | 9    | 7    |
| 2016 | SK     | 0.386 | 24   | 57   | 13   | 22   | 2     | 0     | 5    | 39   | 12   | 0    | 4    | 2    | 3    | 6    | 4    | 2    |
| 2017 | SK     | 0.291 | 122  | 419  | 69   | 122  | 24    | 1     | 19   | 205  | 65   | 0    | 3    | 19   | 5    | 85   | 15   | 7    |
| 2018 | SK     | 0.262 | 119  | 362  | 54   | 95   | 24    | 0     | 12   | 155  | 56   | 5    | 6    | 38   | 5    | 66   | 2    | 13   |
| 2019 | SK     | 0.222 | 94   | 225  | 14   | 50   | 9     | 0     | 3    | 68   | 20   | 1    | 2    | 12   | 3    | 54   | 6    | 1    |
| 2020 | KIA    | 0.279 | 64   | 204  | 21   | 57   | 5     | 0     | 6    | 80   | 26   | 0    | 0    | 12   | 1    | 44   | 6    | 9    |
| 2021 | KIA    | 0.161 | 19   | 31   | 0    | 5    | 0     | 0     | 0    | 5    | 3    | 0    | 0    | 0    | 0    | 12   | 2    | 0    |
| 통산 | 17시즌 | 0.262 | 1506 | 3886 | 524  | 1018 | 183   | 12    | 89   | 1492 | 496  | 83   | 58   | 288  | 57   | 792  | 95   | 140  |